# セラフィン・バルザコフ
セラフィン・バルザコフ（Serafim Barzakov、1975年7月22日 - ）は、ブルガリアのレスリング選手。2000年シドニーオリンピックレスリングフリースタイル63kg級の銀メダリストである。
バルザコフは、1996年アトランタオリンピックでは、2回戦で、銅メダルを獲得した北朝鮮のリ・ヨンサムの前に敗退。2004年アテネオリンピックでは、予選を突破できず敗退。4大会連続のオリンピックとなった2008年北京大会では、初戦は突破したものの、次の対戦で、銅メダルを獲得したグルジアのオタリ・トゥシシビリに敗れている。

## 実績
- オリンピック
  - 2000年シドニーオリンピック 銀メダル
- 世界選手権
  - 優勝 1998、2001年
  - 2位 2003、2005年
- ヨーロッパ選手権
  - 優勝 1996、1998、2001、2005年
  - 2位 1995、1999年
  - 3位 1997、2000、2006、2007年